# Adolf Rothe
Adolf Mikołaj Rothe (ur. 6 grudnia 1832 w Zgierzu, zm. 6 lutego 1903 w Warszawie) – polski lekarz psychiatra, historyk medycyny, naczelny lekarz szpitali psychiatrycznych na ziemiach polskich, jeden z projektantów zbudowanego w 1891 szpitala psychiatrycznego w Tworkach.

## Życiorys
Syn kupca Jana Gothilfa i Augusty Rozalii z Kergerów. Jego ojciec był nauczycielem szkoły elementarnej w Zgierzu. Uczęszczał do szkoły realnej w Łodzi od 1845 do 1849, a od 1849 do 1853 do gimnazjum realnego w Warszawie. Medycynę studiował w Sankt Petersburgu w tamtejszej Akademii Medyko-Chirurgicznej. Dyplom lekarza otrzymał w 1859, a dwa lata później, 1 czerwca 1861, na podstawie dysertacji O krachmalewidnom pererożdenii („O zwyrodnieniu skrobiowatym”) – tytuł doktora.
Mianowany w 1859 ordynatorem Szpitala dla Robotników w Petersburgu, po trzech latach trafił do Kamieńca Podolskiego, gdzie został lekarzem naczelnym miejscowego szpitala miejskiego oraz członkiem gubernialnego Urzędu Lekarskiego. W tamtejszym kilkunastołóżkowym oddziale psychiatrycznym wprowadził nowoczesne techniki postępowania z pacjentami, m.in. zniósł powszechnie wówczas stosowane krępowanie chorych i wprowadził metody leczenia pracą.
Od 1867 w dwóch warszawskich zakładach psychiatrycznych był lekarzem naczelnym i przyczynił się do ich rozbudowy: w męskim w szpitalu św. Jana Bożego (do 1896) i w żeńskim w Oddziale dla Obłąkanych Kobiet przy szpitalu Dzieciątka Jezus (do 1887). W tym okresie uczestniczył w pracach komisji do reorganizacji zakładów psychiatrycznych, przez cztery miesiące zbierał materiały w Europie Zachodniej na temat tamtejszego nowoczesnego szpitalnictwa psychiatrycznego, brał udział w organizowaniu nowego szpitala w Tworkach. Od 1877 społecznie pracował w warszawskim domu dla starców i sierot, a od 1879 dodatkowo jeszcze w podobnej instytucji prowadzonej przez tamtejszych ewangelików.
Był członkiem Towarzystwa Lekarskiego Warszawskiego (1864), Towarzystwa Naukowego Krakowskiego (1864),  Deutsche Gesellschaft für Psychiatrie (1869), Towarzystwa Lekarskiego Krakowskiego (1869).
Żonaty z Melanią z domu Trankler. Z małżeństwa tego urodziły się córki Zofia, później żona kupca Landmanna, Adelma (1865–1897), zamężna za pastorem Ernstem Uthke (1857–1926) z Sosnowca, i Aleksandra, po mężu, lekarzu z Sosnowca, Pfabe. Syn Aleksander został wydziedziczony przez ojca za „hulaszcze życie”, wyemigrował do Ameryki.
Pochowany na Cmentarzu Ewangelicko-Augsburskim w Warszawie.

## Dorobek naukowy
W dorobku Adolfa Rothego znajdują się prace na temat psychiatrii klinicznej i społecznej, w tym psychiatrii sądowej i alkoholizmu (jako pierwszy opublikował w 1882 m.in. dane statystyczne na temat spożycia alkoholu na ziemiach polskich). Wydał kilka podręczników psychiatrii, opracowania na temat historii psychiatrii, a także kilka studiów psychologicznych – pierwszych w Polsce prac z zakresu psychopatobiografii – Torquato Tasso, Iwana Groźnego, króla Leara.
Na łamach „Allgemeine Zeitschrift für Psychiatrie” referował polskie i rosyjskie piśmiennictwo psychiatryczne.

## Wybrane prace
- О крахмаловидном перерождении. Санкт-Петербург: тип. Я. Трея, 1861
- Bielnica (Leukemia). Spostrzeżenie ze szpitala kamienieckiego. Rozmaitości lekarskie ss. 72-75 (1862)
- Przymiot trzeciorzędny i zwężenie krtani. Rozmaitości lekarskie ss. 83-87 (1862)
- Rzadki przypadek nieprawidłowego rozwoju ciała ludzkiego. Tygodnik Lekarski nr 31 (1863)
- Rothe, Rolle. Nieład ruchów postępowy powikłany wolem. Tygodnik Lekarski nr 6 (1864)
- Statystyka przelewania krwi. Tygodnik Lekarski 18 (42), ss. 332-333, 1864
- Krótki rys historii psychiatryi. Tygodnik Lekarski 18 (6), ss. 45-47, 1864
- Bezwład ogólny postępowy (Dementia paralytica). Rozprawa czytana na posiedzeniu tow. lek. podolskich 16 listopada, 1 i 15 grudnia 1863. Przegląd Lekarski Nr 22, 24, 27, 28, 30, 32 (1864)
- Materyały do topografii lekarskiej i hygieny gub. podolskiej. Sprawozdanie z czynności lekarskiej przy szpitalu miejskim w Kamieńcu Podolskim za r. 1863, tj. od grudnia 1862 do 1 grudnia 1863. Tygodnik Lekarski nr 16-18, 1865
- Das Hospital St. Johanni a Deo oder die Irrenanstalt für männliche Kranke in Warschau. Allgemeine Zeitschrift für Psychiatrie und Psychisch-gerichtliche Medicin  25, ss. 625-651, 1868
- O prizrienii umaliszennych i ustrojstwie dla nich zawiedienij. Warszawa, 1868
- Sprawozdanie z czynności lekarskiéj w warszawskich zakładach dla obłąkanych t. j. w szpitalu Sgo. Jana Bożego (dla mężczyzn) z oddzialem przy szpitalu D. Jezus (dla kobiet dotkmetych cierpieniem umyslowém i padaczką) za r. 1867 i 1868. Gazeta Lekarska 5 i 7 (1868/69)
- Gheel. Gazeta Lekarska 6, s. 474 (1869)
- Obłąkanie udawane. Pamiętnik Towarzystwa Lekarskiego Warszawskiego 62, s. 410 (1869)
- O pielęgnowaniu obłąkanych i o urządzaniu dla nich zakładów. Pamiętnik Towarzystwa Lekarskiego Warszawskiego 61, s. 8, 63 (1869)
- Zmiany zaszłe w pierwotnym planie centralnego zakładu dla obłąkanych pod Warszawą. Pamiętnik Towarzystwa Lekarskiego Warszawskiego 61, s. 167 (1869)
- O leczeniu i pielęgnowaniu obłąkanych w czasach dawniejszych i teraźniejszych. Gazeta Lekarska 10, ss. 609; 641; 673; 694 (1871)
- O rozporządzalności i o poczytalności winy. Pamiętnik Towarzystwa Lekarskiego Warszawskiego 65, s. 67, 70 (1871)
- Opinia sądowo-lekarska w sprawie przeciwko J. K. obwinionemu o zabójstwo żony. Melancholia activa. Gazeta Lekarska 13, s. 593, 614, 632 (1872)
- Die russische Gesetzgebung in Beziehung auf Geisteskranke. Psychiat. Centralbl. 6, ss. 125; 138 (1876)
- Obłąkanie padaczkowe (mania epileptica v. epilepsia larvata; epileptisches Irresein). Dochodzenie sądowo-lekarskie w sprawie p. R., obwinionego o zabójstwo matki i ciężkie uszkodzenie brata. Medycyna 5, Nr 31-33, ss. 485; 501; 523 (1877)
  - Psychiat. Centralbl. 7, 41; 63 (1877)
- Torquato Tasso. Eine psychiatrische Studie. Allgemeine Zeitschrift für Psychiatrie 35 (1878)
- Psychopathologia forensis czyli nauka o chorobach umysłowych: w zastósowaniu do sądownictwa a w szczególności do praw obowiązujących w Królestwie Polskiém i w Galicyi. Kraków 1879
- Przyczynek do psychiatryi praktycznej, oparty na dziesięcioletniem doświadczeniu w Warszawskich zakładach dla obłąkanych w latach 1867 do 1876. Na pamiątkę rocznicy 150-cio letniego istnienia Szpitala S-go Jana Bożego w Warszawie. Pamiętnik Towarzystwa Lekarskiego Warszawskiego 75, ss. 459-567 (1879)
- Król Lear, studyum psychologiczne. Warszawa, druk W. Dębskiego, 1879 44 ss.
- Alkoholizm, czyli otrucie wyskokowe jego wpływ na rozwój i pomnożenie się chorób umysłowych w kraju i zagranicą. Gazeta Lekarska (1882)
- Znaczenie statystyki zakładowej. Cele i dążności psychijatryi praktycznej. Gazeta Lekarska 2, ss. 540; 562; 601; 621 (1882)
- Podstawy psychyatryi tegoczesnej. Gazeta Lekarska 4, ss. 877; 907; 922; 944 (1884)
- Paraldehyd, nowy środek nasenny i kojący. Gazeta Lekarska Nr 13 (1884)
- Psychijatryja czyli Nauka o chorobach umysłowych. Druk K. Kowalewskiego, 1885
- Злоупотребление спиртными напитками в Царстве Польском в сравнении с другими странами. [Санкт-Петербург]: тип. М.М. Стасюлевича, ценз. 1887
- К истории и статистике душевнобольных в Царстве Польском, 1887
- Dr. med. W. Ch. Kandynski. Necrolog. Allgemeine Zeitschrift für Psychiatrie und Psychisch-gerichtliche Medicin 4, ss. 550-551 (1890)
- Rys dziejów psychijatryi w Polsce. Pamiętnik Towarzystwa Lekarskiego Warszawskiego 88, ss. 499; 734 (1892)
- Rys dziejów psychiatrii w Polsce.  Warszawa: skł. gł. w Księgarni Teodora Paprockiego, 1893
- История психиатрии в России и Польше. Харьков: Журн. "Арх. психиатрии, нейрологии и судеб. психопатологии", 1893
- Geschichte der Psychiatrie in Russland. Leipzig-Wien, 1895
- Geschichte der Psychiatrie in Polen. Leipzig-Wien, 1896
- Nekrolog Aleksej Jakowlewitsch Koschewnikow.  Allgemeine Zeitschrift für Psychiatrie 59, ss. 190-191, 1902
- Aus der russischen Gesellschaft zum Schutze der Volksgesundheit; Arbeiten aus der Kommission zur Lösung der Alkoholfrage. Alkoholismus 3, ss. 223-250, 1902